# Pimpinella urbaniana
Pimpinella urbaniana är en flockblommig växtart som beskrevs av Friedrich Karl Georg Fedde. Pimpinella urbaniana ingår i släktet bockrötter, och familjen flockblommiga växter. Inga underarter finns listade i Catalogue of Life.